# Agnes Hüfner
Agnes Hüfner (* 21. August 1938 in Gelsenkirchen; † 20. Dezember 2013) war eine deutsche Publizistin, Literaturkritikerin und Übersetzerin.

## Leben
Agnes Hüfners Vater war Schuldirektor. Sie wurde 1966 an der Universität des Saarlandes bei Roger Bauer und Claude Digeon mit einer literaturwissenschaftlichen Arbeit über Bertolt Brecht promoviert. Hüfner war kurzzeitig Akademische Rätin an der Universität des Saarlandes, ehe sie in Hamburg als Dramaturgin arbeitete und bereits kurz darauf ein freiberufliches Leben als Literaturkritikerin und Publizistin begann. Sie war danach Mitautorin und Herausgeberin verschiedener politischer und kulturpolitischer Schriften der 68er-Bewegung. Hüfner lebte in Düsseldorf und arbeitete in den 1980er Jahren in der Redaktion der Deutschen Volkszeitung (DVZ). Sie schrieb Literaturkritiken für die Feuilletons verschiedener überregionaler deutscher Zeitungen sowie Rundfunkanstalten. Sie gehörte noch 2012 zur Jury des zu der SWR-Bestenliste vergebenen jährlichen Preises.
Ihr Nachlass befindet sich im Fritz-Hüser-Institut für Literatur und Kultur der Arbeitswelt in Dortmund.

## Schriften (Auswahl)
- Olivier Blanc: Liebe, Spiel und Guillotine: libertine Frauengestalten im 18. Jahrhundert. Aus dem Franz. von Agnes Hüfner. Düsseldorf ; Zürich : Artemis und Winkler 1998
- (Hrsg.): Ingeborg Drewitz: Bahnhof Friedrichstrasse: Erzählungen. Hildesheim: Claassen 1992
- mit Annemarie Stern (Hrsg.): Her mit dem Leben: illustriertes Arbeitsbuch für Abrüstung und Frieden. Oberhausen: Asso-Verlag 1980
- Erasmus Schöfer: Bittere Pillen. Beigefügtes Werk  Verfolgung. Die Hütte gehört uns. Texte für Theater, Film, Funk. Nachw. von Agnes Hüfner.  Fischerhude: Atelier im Bauernhaus 1978
- (Hrsg.): Recht auf Arbeit: ein Lesebuch. Fischerhude: Verlag Atelier im Bauernhaus 1978
- Straßentheater, in: Manfred Brauneck (Hrsg.): Das deutsche Drama vom Expressionismus bis zur Gegenwart. Bamberg: Buchner 1972
- Das Vietnam-Tribunal oder die Verurteilung Amerikas. Aus d. Franz. übertr. von Agnes Hüfner u. Gilbert Strasmann. Reinbek (bei Hamburg): Rowohlt  1971
- (Hrsg.): Strassentheater. Frankfurt a. M.: Suhrkamp 1970
- (Hrsg.) mit Gerd Peter; Peter Schütt: Aktion Roter Punkt: Hannoveraner Chronik; Interviews, Analysen, Dokumente. München : Damnitz 1969
- (Hrsg.): Rowohlt zum Beispiel : Dokumentation. Im Auftr. d. Hamburger Gruppe d. Literaturproduzenten. Hamburg: Neue Presse 1969
- Brecht in Frankreich: 1930–1963. Verbreitung, Aufnahme, Wirkung. Stuttgart: Metzler 1968  Univ. d. Saarlandes, Phil. F., Diss. v. 25. Nov. 1966